# 孤狼の血 (映画)
『孤狼の血』（ころうのち）は、柚月裕子の小説『孤狼の血』を原作とした日本の映画。白石和彌監督、役所広司主演で2018年5月12日に公開された。R15＋指定。
広島県を舞台に暴力団の抗争、警察の癒着・腐敗などを描いた作品で、『孤狼の血シリーズ』第1作。

## ストーリー
昭和49年に広島県で勃発した、呉原市の暴力団尾谷組と広島市に拠点を置く五十子会による第三次広島戦争は、五十子会幹部の死と尾谷組組長（伊吹吾郎）の逮捕という痛み分けに終わった。血みどろの抗争が勝者無き結末を迎えてから14年が経ち、ヤクザ組織が群雄割拠する昭和は終わろうとしていたが、呉原市では尾谷組の残党に対し、五十子会の下部組織の加古村組が抗争を仕掛け、新たな火種が燻り始めていた。
昭和63年（1988年）8月、呉原東署のマル暴刑事・大上章吾（役所広司）のもとに、広島県警本部から新米刑事・日岡秀一（松坂桃李）が部下として配属された。大上と日岡は、加古村組のフロント企業・呉原金融に勤める上早稲二郎（駿河太郎）という男が行方不明になっていると相談を受け、捜査を開始する。
捜査を初めて早々に加古村組組員・苗代（勝矢）と接触した日岡は、大上から「因縁つけてこい」と命令されて苗代に喧嘩を売り、半殺しにされる。割って入った大上が懲役をチラつかせながら上早稲二郎の居所を尋ねるが、苗代は頑なに口を割ろうとしない。その態度から上早稲二郎は既に殺害されていると推測する。後日、大上は広島仁正会系列の街宣右翼・瀧井銀次（ピエール瀧）からの情報により、上早稲二郎が苗代ら加古村組に拉致される瞬間を捉えたビデオテープを入手する。
日岡は、窃盗、侵入、放火などの犯罪行為をもって捜査を行い、その上、尾谷組から賄賂まで受け取るというヤクザ顔負けの手段を取る大上に反発するが、不本意ながらも大上の違法捜査に手を貸していることに葛藤を覚える。
警察官としての正義と大上流の正義の間で複雑な感情を抱く日岡は、苗代から暴行を受けた傷を手当てしてくれた薬局の桃子（阿部純子）と親しくなる。
そんなある日、尾谷組のシマであるクラブ梨子に挑発に来ていた加古村組・吉田（音尾琢真）が梨子ママ（真木よう子）にセクハラをしたことが許せなかった尾谷組・柳田タカシ（田中偉登）は短刀を持って吉田を襲うが、逆に返り討ちにされ吉田に拳銃で撃たれ死亡する。
激怒した尾谷組若頭・一ノ瀬守孝（江口洋介）は加古村への報復を始めるが、大上はヤクザ同士の間に入り、落としどころをみつけ均衡を保とうと奔走する。しかし、事情を知らない日岡は報復に乗り出した尾谷組の若い衆を逮捕してしまう。一ノ瀬は全面戦争を決意するも、大上は3日の猶予を申し出、呉原金融の上早稲二郎の首（遺体）を見つけ、加古村組を挙げることを誓う。
大上の違法捜査の証拠と尾谷組との関係を記録した日岡は、上層部に大上の不正を訴える。日岡は広島県警本部から大上の内偵のために配属されたスパイであり、上司の監察官・嵯峨（滝藤賢一）に大上の早期逮捕を訴える。しかし嵯峨は内偵を続行するよう命じ、ヤクザとの関係を綴った「大上の日記」を見つけるように言う。
日岡は大上と行動を共にするうちに、14年前の抗争で五十子会幹部の金村（黒石高大）が殺害された事と、その死に大上が関与している疑惑を持つ。
大上は梨子ママと共に加古村組・吉田をラブホテルに誘い出して拘束し、陰茎から真珠を抉り取る凄惨な拷問を行う。吉田は上早稲二郎を脅迫して呉原金融の売り上げを横領させていたこと、更に金を要求された上早稲二郎が五十子会が経営する「ホワイト信金」の金庫から金を盗み出したために加古村組から制裁を受けた事を白状する。シッポを掴んだ大上は、加古村の息がかかる養豚場に向かい、そこで働く善田大輝（岩永ジョーイ）を薬物所持の疑いで引っ張る。これは捜査じゃないと止める日岡を取調室から追い出し、大上は大輝を拷問して上早稲二郎の首がとある島に埋められたことを突き止める。さっそく捜索隊が組織され、島に埋められた上早稲二郎の首と胴が発見され、苗代ら加古村組組員は全国に指名手配される。事件解決も目前と思われた矢先に、大上は安芸新聞社の記者・高坂（中村獅童）のタレコミで、吉田に対する拷問などが呉原東署長・毛利（瀧川英次）に知れたため謹慎処分となる。
猶予の3日は過ぎ、日岡は何とか抗争を止めようと奔走するが、ヤクザ相手に人脈の無い日岡は相手にされず、尾谷組は五十子会幹部を銃撃し抗争が勃発してしまう。
ある夜、日岡が家に戻ると、侵入した大上がハイライトを吸いながら酒を飲んでいた。日岡は慌てて大上の不正を記録したカセットテープと日誌を片付けた。安芸新聞記者・高坂が署長にタレこんだ内容の中には、その場にいた者しか知らないはずの吉田への拷問の詳細までもが含まれていたという。
謹慎の最中も大上と日岡は抗争を止めようと説得するも、五十子会は手打ちの条件として見舞金1,000万円と尾谷組長の引退、尾谷組若頭・一ノ瀬の破門を突きつけ、当然聞き入れない一ノ瀬からは相手にされなかった。
クラブ梨子で日岡はヤクザに深入りしすぎだと大上に忠告する。広島の2大ヤクザの抗争に巻き込まれ、大上に翻弄される日岡は、薬局の桃子の家へ行き桃子に慰めてもらう。その日を境に大上は行方不明となる。
愛媛県内に潜伏していた加古村組・苗代らが呉原東署に逮捕された時を同じくして加古村組長（嶋田久作）以下幹部が殺人罪などで大量検挙され、毛利署長は上早稲二郎殺害事件の解決を宣言するも、大上は4日間行方知れずであった。
五十子会に拉致されたと考える日岡は捜索を申し出るが、嵯峨は「大上の日記」を手に入れろと掛け合わない。業を煮やした日岡は嵯峨を追求する。日岡が報告した内容を漏洩したのは嵯峨であった。
日岡は瀧井と面会し、協力を仰ぐ。ヤクザに深入りしすぎたと言う日岡に対し、大上を良く知る瀧井は、大上にとってヤクザは駒でしかなく、カタギを守ることしか頭にないと告げられる。また、日岡は梨子ママに14年前の金村殺しは大上の仕業ではないかと話すが、ママは金村を殺したのは自分であり、大上が庇ってくれたことを告白し、上層部が欲しがっていた「大上の日記」を日岡に渡す。「大上の日記」には広島県警上層部の不祥事が詳細に記されており、大上はメモを盾に警察上層部さえも抑えていたことが分かる。さらに日岡が初めから監察官であることまで記されていた。
翌日、港で大上の水死体が上がった。遺体には明らかな暴行の痕と十数か所の刺し傷があったにもかかわらず、呉原東署は記者会見で睡眠薬を飲んだ上に酒に酔って海に落ちたと報じる。大上の胃に大量の豚の糞が入っていたことを聞いた日岡は、養豚場へ行き大輝を問い詰め、必死に証拠を探し、豚の糞の中から大上が使っていた「狼のジッポー」を見つけだす。日岡と別れた直後、五十子（石橋蓮司）の説得に向かった大上は逆に拉致されリンチに遭い、拷問を受けたことを根に持つ大輝に豚の糞を食わせられ、ドスで刺され殺害されたのだ。大上を殺害する様子を話しながら半笑いする大輝に日岡は激怒し、口に豚の糞を押し込み、激しく殴り付け半殺しにする。
自宅に戻った日岡は、大上の不正を記録したカセットテープと日誌を破棄しようとする。しかし日誌は大上の手によりヤクザを挙げるために不都合な記録は黒塗りで塗りつぶされ、さらに「こういうとこがダメなんじゃ」「われの目は節穴か」と大上による注釈がビッシリと書き込まれていた。大上は日岡が監察官であると知りながらも、マル暴の刑事として育てていた。自分の死を悟った大上は、梨子ママに日岡に託すよう日記を預けていた。ダメ出しばかりの注釈の中、最後のページにはこう書かれていた。
「ようやったのう、ほめちゃるわ」
大上なりの教えと思いを知った日岡は、大上が遺したジッポーとハイライトを握りしめて号泣する。
日岡は瀧井と、広島の政財界の大物が集まる会合「やっちゃれ会」に出席する五十子会長を一ノ瀬に殺害させる計画を立てる。
「やっちゃれ会」には五十子会長、瀧井夫妻のほか、広島県警本部長も参加しており、その中には嵯峨の姿もあった。五十子会長がトイレに立つのを確認した日岡は裏に回り、隠れていた尾谷組の一ノ瀬ら一派を引き入れる。トイレで一ノ瀬は五十子会長を追い詰め、日本刀で首を切断し小便器に突っ込む。一方、瀧井はカチコミに驚く嵯峨ら広島県警幹部を裏口から逃がす。待機していた呉原東署員がなだれ込み、尾谷組の若い衆の藤岡（木原真之介）が一ノ瀬の身代わりとなって殺人を自白するが、日岡は一ノ瀬に手錠をかける。かくして五十子会長は死亡、一ノ瀬は逮捕となり、日岡は尾谷組を利用し裏切るという手段を使いながらも一連の抗争は幕を閉じる。
後日、大上の葬儀の場で日岡は嵯峨に「大上の日記」を渡す。上機嫌の嵯峨は、内容がヤクザとの癒着ではなく広島県警幹部の不祥事である事に動揺し、さらに最後のページには嵯峨が五十子会長殺害の当日逃亡したことが日岡の手で書き加えられていた。弱みを握られた嵯峨は日岡を手元に置こうと本部勤務を命じるが、日岡は呉原東署での勤務継続を申し出る。
日岡が大上の墓参りをしていると、薬局の桃子が現れる。桃子は大上の美人局を手伝っており、さらに日岡を慰めるために大上が引き合わせていたことを知る。日岡は全て吹っ切れたように笑うと、タバコを咥える。その手にはハイライトと、大上の形見である狼のジッポーが握られていたのであった。

## キャスト

### 警察
呉原東署
- 大上章吾（おおがみ しょうご）：役所広司…刑事二課・暴力班捜査係主任（巡査部長）。ガミさんと呼ばれている。捜査のためなら違法行為も厭わないが、尾谷組や裏社会に生きる人間からは慕われている。14年前の抗争で五十子会の幹部を殺害した疑惑がある。
- 日岡秀一（ひおか しゅういち）：松坂桃李…刑事二課・暴力班捜査係・大上班のメンバー（巡査）。広島県警本部から呉原東署に配属された新人。広島大卒。実は大上の違法捜査を内偵するために送り込まれた広島県警の監察官。
- 友竹啓二（ともたけ けいじ）：矢島健一…刑事二課・暴力班捜査係係長（警部補）。大上の型破りな捜査に理解を示している。
- 土井秀雄（どい ひでお）：田口トモロヲ…刑事二課・暴力班捜査係主任（巡査部長）。尾谷組の捜査を仕切っており、加古村組に情報提供者を持つ。尾谷組に肩入れする大上とは犬猿の仲。
- 菊地（きくち）：さいねい龍二…刑事二課・暴力班捜査係（巡査）。大上班。
- 有原（ありはら）：沖原一生…刑事二課・暴力班捜査係（巡査）。大上班。
- 毛利克志（もうり かつし）：瀧川英次…署長（警視正）。物証が無いために加古村組への強制捜査を渋る。
- 菅原健…刑事。

広島県警
- 嵯峨大輔（さが だいすけ）：滝藤賢一…監察官（警視）。日岡を大上の内偵として送り込む。
- 岩本恒夫（いわもと つねお）：井上肇…副本部長（警視長）。

### 広島仁正会
五十子会
- 五十子正平（いらこ しょうへい）：石橋蓮司…会長。尾谷組に抗争を仕掛け、14年以上に渡って対立している。闇金「ホワイト信金」を経営している。
- 吉原圭輔（よしはら けいすけ）：中山峻…幹部。抗争に乗り出した尾谷組の永川恭二に撃たれる。
- 金村安則（かねむら やすのり）：黒石高大…幹部（当時）。14年前、尾谷組との抗争で賽本友保を殺害した直後に死亡。その死には大上が関与しているとされる。

加古村組
- 加古村猛（かこむら たけし）：嶋田久作…組長。
- 野崎康介（のざき こうすけ）：竹野内豊…若頭。上早稲二郎をリンチする。
- 吉田滋（よしだ しげる）：音尾琢真…構成員。尾谷組の柳田タカシを殺害する。その翌日に大上によって拷問を受け、上早稲に対するリンチを自白する。
- 苗代広行（なわしろ ひろゆき）：勝矢…構成員。元力士で通称・関取。大上、日岡と接触した直後、行方不明になる。
- 八田（はった）：島津健太郎…構成員。永川に半殺しにされる。
- 安達（あだち）：西川雄大…構成員。永川に半殺しにされる。

全日本祖国救済同盟
- 瀧井銀次（たきい ぎんじ）：ピエール瀧…代表。浮気癖がある。大上とは旧知の仲で、広島仁正会傘下でありながら情報提供をする。
- 瀧井洋子（たきい ようこ）：町田マリー…瀧井銀次の妻。浮気癖のある夫に激怒しヒステリックを起こし、猟銃を乱射する。

呉原金融
- 上早稲二郎（うえさわ じろう）：駿河太郎…経理係。加古村組の組員たちに多額の金銭を要求され、呉原金融の本店である「ホワイト信金」の金に手を出す。そのことが問題になったため野崎康介らに拉致されリンチを受ける。その後失踪。

### 尾谷組
- 尾谷憲次（おだに けんじ）：伊吹吾郎…組長。14年前の抗争で逮捕される。現在は鳥取刑務所に収監されている。
- 一之瀬守孝（いちのせ もりたか）：江口洋介…若頭。尾谷組長の代わりに組を仕切っている。
- 備前芳樹（びぜん よしき）：野中隆光…構成員。タカシの仇討ちをしようとした際、事情を知らない日岡により逮捕される。
- 永川恭二（ながかわ きょうじ）：中村倫也…構成員。血の気が多い。抗争が勃発すると、五十子会幹部を襲撃する。
- 柳田タカシ（やなぎた タカシ）：田中偉登…構成員。クラブ梨子のママと付き合っている。加古村組・吉田を襲撃し、返り討ちにされる。
- 藤岡達也（ふじおか たつや）：木原真之介…構成員。
- 賽本友保（さいもと ともやす）：ウダタカキ…幹部（当時）。14年前、五十子会との抗争で金村安則に刺されて死亡。

### その他一般人
- 高木里佳子（たかぎ りかこ）：真木よう子… 広島の裏社会の社交場「クラブ梨子」のママ。
- 岡田桃子（おかだ ももこ）：阿部純子…薬局の薬剤師。苗代に半殺しにされた日岡を手当して以来、親しい仲になる。
- 高坂隆文（こうさか たかふみ）：中村獅童…安芸新聞社の記者。大上に関して嗅ぎ回る。
- 上早稲潤子（うえさわ じゅんこ）：MEGUMI…上早稲二郎の妹。兄の行方を知るため、呉原東署に訪れる。
- 善田新輔（ぜんだ しんすけ）：九十九一…養豚業者。
- 善田大輝（ぜんだ だいき）：岩永ジョーイ…善田新輔の息子。薬物を使用しており、大上に連行され拷問を受ける。
- 高木友希（たかぎ ともき）：込江海翔…高木里佳子（ママ）の息子。反抗期。
- 深華…「クラブ梨子」ホステス。
- 竹内恵美…「クラブ梨子」ホステス。
- 横山雄二（中国放送アナウンサー）…昭和天皇の体調を伝えるニュース映像のアナウンサー。
- 泉水はる佳（当時中国放送アナウンサー）…「昭和63年冬季第32回やっちゃれ会大総会」司会。
- 竜のり子…たばこ屋店主。大上に「狼のジッポー」を売る。
- 範田紗々…風俗嬢。
- 小豆畑雅一…大昌旅館支配人。同旅館には広島仁正会の息がかかっている。協力を拒否したために大上によって旅館に放火され、防犯カメラのテープを盗まれる。

ナレーション
- 二又一成

## スタッフ
- 監督：白石和彌
- 製作：村松秀信、木下直哉、堀内大示、新井重人、丸橋哲彦、吉崎圭一、宮崎伸夫、大村英治、吉村和文、丸山伸一、瀬井哲也、間宮登良松、荒波修、渡辺勝也、長谷幸範
- 企画プロデュース：紀伊宗之
- プロデューサー：天野和人
- 原作：柚月裕子『孤狼の血』（角川文庫刊）
- 脚本：池上純哉
- キャスティングプロデューサー：福岡康裕
- 撮影：灰原隆裕
- 美術：今村力
- 照明：川井稔
- 録音：浦田和治
- 編集：加藤ひとみ
- スクリプター：長坂由起子
- 装飾：京極友良
- ヘアメイクデザイン：勇見勝彦
- 衣装：森口誠治
- 音響効果：柴崎憲治
- 助監督：山本亮
- 製作担当：前芝啓介
- 監督助手：岡本未樹子、野村愛、鹿野洋平
- 特機：佐川敬一、高橋奈々美
- ドローン撮影：石田しんじ、石田純一
- 組付大道具：尾崎雅朗
- 小道具：多田和江
- 生花師：伊牟田浩二
- ライター意匠：曄田依子
- ヘアメイク：遠山美和子、高桑里圭
- 刺青：竹林弘
- 方言指導：小豆畑雅一、中村房絵、梅田麻衣
- 警察監修：石坂隆昌
- ガンエフェクト：納富貴久男
- 特殊メイクデザイン・特殊造形：藤原カクセイ
- スタントコーディネーター：吉田浩之
- ファイトコレオグラファー：富田稔
- VFXスーパーバイザー：小坂一順
- 音楽：安川午朗
- 音楽プロデューサー：津島玄一
- 劇中歌：「Fantasie Valse」、「ふたりの愛ランド」、「三原やっさ踊り」、「RUSH BEAT」
- 音楽制作：東映音楽出版
- スチール：加藤義一
- ポスター撮影：アンディチャオ
- アシスタントプロデューサー：橋本恵一
- ラインプロデューサー：吉崎秀一
- 宣伝プロデューサー：杉田薫
- アドバタイジング：高橋由佳
- 撮影協力：呉市、呉地域フィルムコミッション、広島市、広島フィルムコミッション、東広島市、広島県、鳥取県フィルムコミッション
- 宣伝協力：「スナックdeカラオケnavi」実行委員会、広島ヒットさせちゃる会（中国放送・広島テレビ・テレビ新広島・広島ホームテレビ）
- 企画協力：KADOKAWA
- 製作：「孤狼の血」製作委員会（東映、木下グループ、KADOKAWA、日活、山陽鋼業、電通、朝日新聞社、WOWOW、ダイバーシティメディア、報知新聞社、VAP、東映ビデオ、GYAO、トーハン、プルーク）
- 製作プロダクション：東映東京撮影所
- 製作統括：木次谷良助
- 配給：東映

## 製作

### 企画
企画は紀伊宗之東映プロデューサー。紀伊は劇場でお客を見続けているうち、「最近こういうの観てへんな」という映画がタイムリーに世の中に出るとヒットする、トレンドはサイクルするんや」と気付いた。ヤクザ映画を現在に合うような形に変えて、キャッチアップすれば必ず当たるという確信を持ち、柚月裕子の小説『孤狼の血』を読み、「この原作を東映がやらないで誰がやるねん」と一週間かけて分厚い企画書を書き、会社に提出した。岡田裕介東映会長からは「当たらないよ」と即座に却下されたが、多田憲之東映社長が「原作が面白いから先に進めろ」とそっと紀伊の背中を押してくれた。

### 監督選定
企画が成り立つかは、観客を呼べる俳優をキャスティングし、製作資金が集められるかどうかにかかっていた。そこで紀伊は「極道の妻たちシリーズ」に携わった天野和人プロデューサーとともに白石和彌に監督を依頼した。また紀伊と天野で役所広司と松坂桃李を口説けたことで製作費3億円が集まった。

### 演出
原作『孤狼の血』は柚月裕子が『仁義なき戦い』の世界観を借りて書いたもので、内容はほぼ『仁義なき戦い』。白石監督も原作を読んだとき、主人公の大上章吾は菅原文太としか思えなかった。白石は故郷旭川のレンタルビデオ店で、中学のとき、『仁義なき戦い』をVHSのビデオで初めて観て、東京に出て来て文芸坐などの名画座で何度か観て、最初の印象は銃で撃たれて痛がるし、撃つときにビビッて撃つしでそれまで観て来た映画と違って怖かったという。ただ一作目で人物の相関図が分からなすぎて、五部作全て観るまではいかなかった。その後、中村幻児が主宰する映像塾で、若松孝二と深作欣二が顧問だったため、深作に何度か呑みに連れて行ってもらい、『仁義なき戦い』の話は聞いていた。

### 脚本
『仁義なき戦い』は、原爆で焦土になった広島から伸し上がったヤクザを描き、登場人物が戦争をくぐり抜けていることで、物語が強い。原作には戦争の影もなく、いまヤクザ映画を作っても、戦争を経験した男の匂いは出せないし、白石は「これは手を出しちゃいけないな」と考え、監督オファーに悩んだ。悩んだ末、韓国ノワールや「アウトレイジシリーズ」のような現在（いま）の空気が入っているヤクザ映画にしようと頭を切り換え、監督オファーを受けた。脚本の池上純哉と相談し、新米刑事の日岡秀一（松坂桃李）がベテラン刑事・大上章吾（役所広司）に誘われながら人を殴れるようになるまでの成長物語にし、笠原和夫や深作欣二が描いた「戦争」に代わるものとして、昭和を背負った男たちが消えてゆく時代（昭和63年）を舞台に、昭和にいた男たちの生き様を挽歌として描こうと決めた。戦争を経験している作家には敵わないけれど、「昭和」を拠りどころにするしかない、と臍を固めた。深作とカメラの吉田貞次が『仁義なき戦い』でやったブン回しカメラをやっても絶対に追いつかないし、『仁義なき戦い』の頃は役者もヤクザと飯を食って役作りに活かし、スタッフの半分くらい紋々が入っていた時代に作った映画にかなうわけはないと違うアプローチはないかと考えた。それで『仁義なき戦い』とは逆に逆にできるだけ端正に撮っていこうと考えた。

### 製作会見
2017年4月3日、映画『孤狼の血』製作発表会見をグランドハイアット東京(港区六本木)で開催、キャストの役所広司、松坂桃李、真木よう子、石橋蓮司、江口洋介、監督の白石和彌、原作小説を手がけた柚月裕子の7人が出席した。

### キャスティング
白石監督は、よく映画ファンの話題に挙がる「『仁義なき戦い』の続編をやるとしたら、誰にやって欲しいか、の自分なりの答えを出したつもりです」と述べている。

### 撮影
同年4月17日よりクランクインし、同年5月20日にクランクアップ。撮影に呉市民約500人がエキストラ参加した。
オール広島ロケ作品であり、作品の8割以上が呉市内の各所でロケ撮影されたほか、広島市や廿日市市などでもロケ撮影されている。

## 公開
2018年5月12日、映画『孤狼の血』をR-15指定作品として史上最多の337スクリーンで公開。正午に東京・丸の内TOEI(1)で、役所広司、松坂桃李、江口洋介、真木よう子、ピエール瀧、中村倫也、音尾琢真、阿部純子、監督の白石和彌、原作者の柚月裕子の10人が登壇し初日舞台挨拶を行った。
その後、同日19時に、役所広司、松坂桃李、江口洋介、音尾琢真、阿部純子、監督の白石和彌が広島凱旋し、さいねい龍二と沖原一生が合流して8人が、えびす通り商店街(広島市中区)に敷かれた約70メートルのレッドカーペットを練り歩き、イベント優先観覧エリアに招待された公開初日に本編を鑑賞した先着560名(コロウ(孤狼))を中心に会場を埋め尽くした地元ファン約7,000人の声援に応えた。
レッドカーペットでRCCの泉水はる佳アナウンサー（上記の通り映画本編にも出演）にインタビューされた江口洋介は「（イベントが公開初日の）今日出来て、（広島に）来れて僕たちも仁義が通せたな、と」とコメント。レッドカーペット最後の挨拶を求められた役所広司は「この映画ぶち面白い映画じゃけぇ、みんなたくさん宣伝してくれりゃあええんじゃ！」と、広島弁で挨拶し会場は大きな歓声に包まれた。また、8人は同日、広島・八丁座19：40の回の上映開始前に初日舞台挨拶を行った。

## 反響
呉観光協会は、2017年12月に「映画『孤狼の血』ロケ地マップ(制作：呉ポポロシアター 発行：(一社)呉観光協会)」を数量限定配布した。呉市内のロケ地が掲載されている。2018年4月、「映画『孤狼の血』ロケ地マップVer.2(制作：呉ポポロシアター 発行：(一社)呉観光協会 2018年3月発行)」を数量限定配布した。前回の呉市内ロケ地マップに、広島市内のロケ地をプラスして掲載されたNEWバージョンとなっている。
竹野内豊が演じた加古村組の若頭・野崎は、その粗暴かつ野性味あふれる佇まいから『仁義なき戦い 広島死闘篇』（1973年）で、千葉真一が演じた名キャラクター・大友勝利を彷彿させるほどのワイルドな色気がムンムンと漂っていると、評されている。
松坂桃李は役所広司が演じた大上章吾が劇中で実際に使用した狼が刻まれたジッポーを役所広司から譲り受けて使っている。そのジッポーの柄は当初は狼ではなかったが、原作者の柚月裕子が注文をしてジッポーに狼が刻まれ劇中で実際に使用されたものである。また、そのジッポーのレプリカが映画公開日の2018年5月12日に発売開始されたところ数日で完売、その後、増産決定し東映オンラインショップで期間限定で受注生産となる。

## 試写会
2018年4月25日、映画『孤狼の血』完成披露試写会を、東京・丸の内TOEI（中央区銀座）にて開催。丸の内TOEI前の歩道に寄せられた大型トラックのトラックステージが突如除幕され、キャストの役所広司、松坂桃李、真木よう子、中村倫也、音尾琢真、阿部純子、竹野内豊、伊吹吾郎、ピエール瀧、江口洋介、監督の白石和彌、原作者の柚月裕子の12人がサプライズ登場しフォトセッションが行われた。集まっていた900人以上の観衆だけでなく、偶然通りかかった人々からも歓声が上がった。

## イベント
キックオフ
2017年12月27日、役所広司、阿部純子、監督の白石和彌、原作者の柚月裕子が、ホテルグランヴィア広島(広島市南区)で記者会見を行い登壇、4人はその後、広島・EIGHT(広島市中区新天地)にてキックオフパーティーを行い、広島県知事湯崎英彦、呉市長新原芳明、広島市長松井一實、俳優で広島ローカルタレントのさいねい龍二と共に映画『孤狼の血』にちなんだオリジナルカクテル“ブラッディウルフ”で乾杯。
club梨子
2018年3月6日、劇中に登場する「club梨子」が広島の呉で撮影された世界観をそのままに一夜限りで東京・丸の内TOEI(2)にオープンし、映画『孤狼の血』「ホステス同伴試写会」を開催。銀座の20店にも及ぶ有名クラブから花が届けられ、銀座の一流クラブに在籍する現役ホステス、エスコート男性の100組200名が観客として招待され、上映前に監督の白石和彌が登壇し「孤狼の血という昭和63年の広島を舞台に、『仁義なき戦い』シリーズを作ってきた東映の“今の時代にそんな映画を復活させたい！”という気持ちに乗っかって、僕も本当に去年気合いを入れて作りました！」などと舞台挨拶した。
仁義なき戦い
2018年5月5日、広島・八丁座(広島市中区胡町)が、映画『仁義なき戦い』シリーズ全5作をオールナイトで上映する「孤狼の血 公開記念／仁義なき戦い大会」を21時30分から開催、『仁義なき戦い』と『孤狼の血』の両作品に出演した伊吹吾郎が上映前に登壇し舞台挨拶。また、同シアターで5月5日から11日まで、シリーズ1作目となる映画『仁義なき戦い』から『仁義なき戦い完結編』までを日替わりで上映。
その他イベント・試写会
- 2018年3月29日、東京・有楽町のよみうりホールで行われた映画『孤狼の血』の報知映画賞・特選試写会に阿部純子がゲストの元プロボクシング世界王者・内山高志と登壇した。劇中でアルバイトの薬剤師役を演じた阿部はオーディションで採用されたこと、また映画を鑑賞した内山は「やはり一流の俳優さんだったので本当に殴っているような感覚で見えましたね…結構練習したんだと思います」などと感想を語った[33]。
- 2018年4月27日、東映本社試写室で映画『孤狼の血』の大学生限定試写会が行われ、東京大学・早稲田大学・慶応義塾大学・上智大学・青山学院大学・聖心女子大学の現役大学生30人が参加。本編上映後、映画『孤狼の血』プロデューサーの天野和人が登壇、本作の時代背景や概要を説明。その後、学生からの感想、質問を交えたトークセッションが行われた。天野和人は原作から映像化するにあたっての製作秘話や、キャスティングの裏話・作品の豆知識などを語った[34]。
- 2018年5月1日、仙台市の東京エレクトロンホール宮城で開催された「第70回スポーツ報知特選試写会」で映画『孤狼の血』トークショー＆スペシャル映像上映と銘打ち、伊吹吾郎、阿部純子、監督の白石和彌、原作者の柚月裕子の4人が登壇[35]。
- 2018年5月8日、映画『孤狼の血』外国特派員協会会見を開催。映画『孤狼の血』試写会が開催された後、映画原作著者の柚月裕子と監督の白石和彌の2人が登壇。原作は2017年11月23日に台湾版が出版されており、2018年6月にはフランスでの出版も予定[36]。
- 2018年11月2日、広島バルト11で、映画『孤狼の血』Blu-ray＆DVD発売記念一夜限りの特別上映会が行われ、さいねい龍二（呉原東署 菊地巡査役）が登壇[37]。

## プレスリリース
- 2017年4月3日に製作発表会見が行われた[38]。
- 2017年9月、映画『孤狼の血』ポスタービジュアルを解禁[39]。
- 2017年10月4日、映画『孤狼の血』劇場版特報(30秒)を解禁、YouTube「東映映画チャンネル」で公開[40]。
- 2017年10月12日、映画『孤狼の血』Web限定特報(30秒)を解禁、YouTube「東映映画チャンネル」で公開[41]。
- 2017年11月17日、1夜限りの映画『孤狼の血』業界関係者向けお披露目試写、監督の白石和彌によるトークイベント（上映後）を銀座・丸の内TOEIで開催[42]。
- 2018年2月27日、映画『孤狼の血』予告編(1分30秒)を解禁、YouTube「東映映画チャンネル」で公開[43]。
- 2018年3月30日、映画『孤狼の血』公式ビジュアルガイドブック（カドカワムック）を発売[44]。
- 2018年5月9日、映画『孤狼の血』×千鳥コラボスポットをYouTube「東映映画チャンネル」で公開。[45]
- 2018年10月10日、平成30年7月の西日本地区を中心とした豪雨災害の復興支援において、『孤狼の血』有志一同による募金を日本赤十字社の「平成30年7月豪雨災害義援金」に寄付[46]

## 作品の評価
- 白石監督は映画の成功の理由として「柚月さんの原作に『仁義なき戦い』にはない日本人の好きなミステリー要素や、人情劇、スポ根要素などが入っていたからではないでしょうか」などと述べている[3]。

- 伊藤彰彦は「西川美和監督の『すばらしき世界』と同様、令和にヤクザ映画を作るために、ヤクザを令和にソフト・ランディングさせた、そうするしかなかった」「警察の側には精彩があるが、ヤクザにまるで魅力がない。ヤクザを単なる悪役としてしか描いていない」などと評している[3]。

## 受賞歴
- 第10回TAMA映画賞 最優秀男優賞（松坂桃李） ※『娼年』『彼女がその名を知らない鳥たち』『不能犯』と合わせて受賞。[47][48]
- 第43回報知映画賞[49][50][51]
  - 邦画作品賞
  - 主演男優賞（役所広司）
- 第40回ヨコハマ映画祭[52][53]
  - 日本映画ベストテン2位
  - 主演男優賞（役所広司）
  - 助演男優賞（松坂桃李）
- 第31回日刊スポーツ映画大賞・石原裕次郎賞 監督賞（白石和弥） ※『サニー/32』『止められるか、俺たちを』と合わせて受賞。[54]
- 第42回日本アカデミー賞
『孤狼の血』が優秀賞最多12部門を受賞[55][56]。
『孤狼の血』が最優秀賞4部門を受賞[57]。
  - 優秀作品賞
  - 優秀監督賞（白石和彌監督）
  - 優秀脚本賞（池上純哉）
  - 最優秀主演男優賞（役所広司）[57]
  - 最優秀助演男優賞（松坂桃李）[57]
  - 優秀助演女優賞（真木よう子）
  - 優秀音楽賞（安川午朗）
  - 優秀撮影賞（灰原隆裕）
  - 優秀照明賞（川井稔）
  - 最優秀美術賞（今村力）[57]
  - 最優秀録音賞（浦田和治）[57]
  - 優秀編集賞（加藤ひとみ）
- 第61回ブルーリボン賞[58]
  - 邦画ベスト10
  - 監督賞（白石和弥） ※『止められるか、俺たちを』『サニー/32』と合わせて受賞。
  - 助演男優賞（松坂桃李）
- 第28回東京スポーツ映画大賞 助演男優賞（松坂桃李）[59]
- おおさかシネマフェスティバル2019[60]
  - 作品賞
  - 監督賞（白石和彌）
  - 主演男優賞（役所広司）
  - 助演男優賞（松坂桃李）
  - 助演女優賞（阿部純子）
- 第92回キネマ旬報ベスト・テン 助演男優賞（松坂桃李）[61][62]
- 第13回アジア・フィルム・アワード 主演男優賞（役所広司）[63][64]

## 関連商品
書籍
- 映画「孤狼の血」 公式ビジュアルガイドブック（2018年3月30日、KADOKAWA、カドカワムック） ISBN 978-4048962131
- 『月刊シナリオ』2018年6月号（2018年5月2日、日本シナリオ作家協会） - 映画の脚本が収録されている

CD
- 映画「孤狼の血」オリジナル・サウンドトラック（2018年4月18日、バップ、VPCD-86169） 音楽：安川午朗

DVD / Blu-ray
- 孤狼の血 Blu-ray（2018年11月2日、東映、BSTD20139）
- 孤狼の血 DVD（2018年11月2日、東映、DSTD20139）
  - DVD、Blu-ray共通先着特典 B6ポスターカード2種1セット付。[65]
  - DVD特典映像 - TRAILER
  - Blu-ray特典映像 - メイキング オブ 「孤狼の血」 / 企画発表会見 / キックオフイベント / 完成披露舞台挨拶 / 初日舞台挨拶 / 広島レッドカーペットイベント / 紀伊國屋書店トークイベント / 【スペシャルインタビュー】役所広司 / 松坂桃李 / 監督 白石和彌 / TVスポット
  - Blu-rayは、広島・呉限定特別ジャケット仕様も同時発売[66]。収録内容は同じ。

## 続編
当初は製作を反対していた岡田裕介東映会長が初号試写を観て、「すぐに監督に電話しろ」と傍らにいた紀伊プロデューサーに命じ、ロケ中の白石監督に「素晴らしかったよ！」と声を震わせながら感想を伝えた。岡田会長の鶴の一声で、2018年5月25日、東映は映画続編の製作決定を発表した。
2021年8月20日、続編『孤狼の血 LEVEL2』が公開された。
2021年9月17日、東映がシリーズ3作目となる続編の製作決定を発表した。